# Millie (film, 1931)
Pour les articles homonymes, voir Millie.
Pour plus de détails, voir Fiche technique et Distribution.
Millie est un film américain réalisé par John Francis Dillon et sorti en 1931.

## Synopsis
Millie est une jeune femme naïve qui épouse un riche newyorkais, Jack Maitland. Trois ans plus tard, malheureuse dans son mariage en raison de l'infidélité persistante de son mari, elle demande et obtient le divorce. Elle a sa fierté, et ne veut pas de son argent, mais elle ne veut pas non plus priver sa fille d'un train de vie confortable. Elle permet à Jack et à sa mère de conserver la garde de sa fille Connie.

## Fiche technique
- Réalisation : John Francis Dillon
- Scénario : Charles Kenyon, Ralph Morgan, d'après le roman Millie de Donald Henderson Clarke
- Producteurs : Charles R. Rogers, Harry Joe Brown
- Photographie : Ernest Haller
- Montage : Fred Allen
- Musique : Arthur Lange, Nacio Herb Brown
- Distributeur : RKO Radio Pictures
- Durée : 85 minutes
- Date de sortie : 8 février 1931

## Distribution

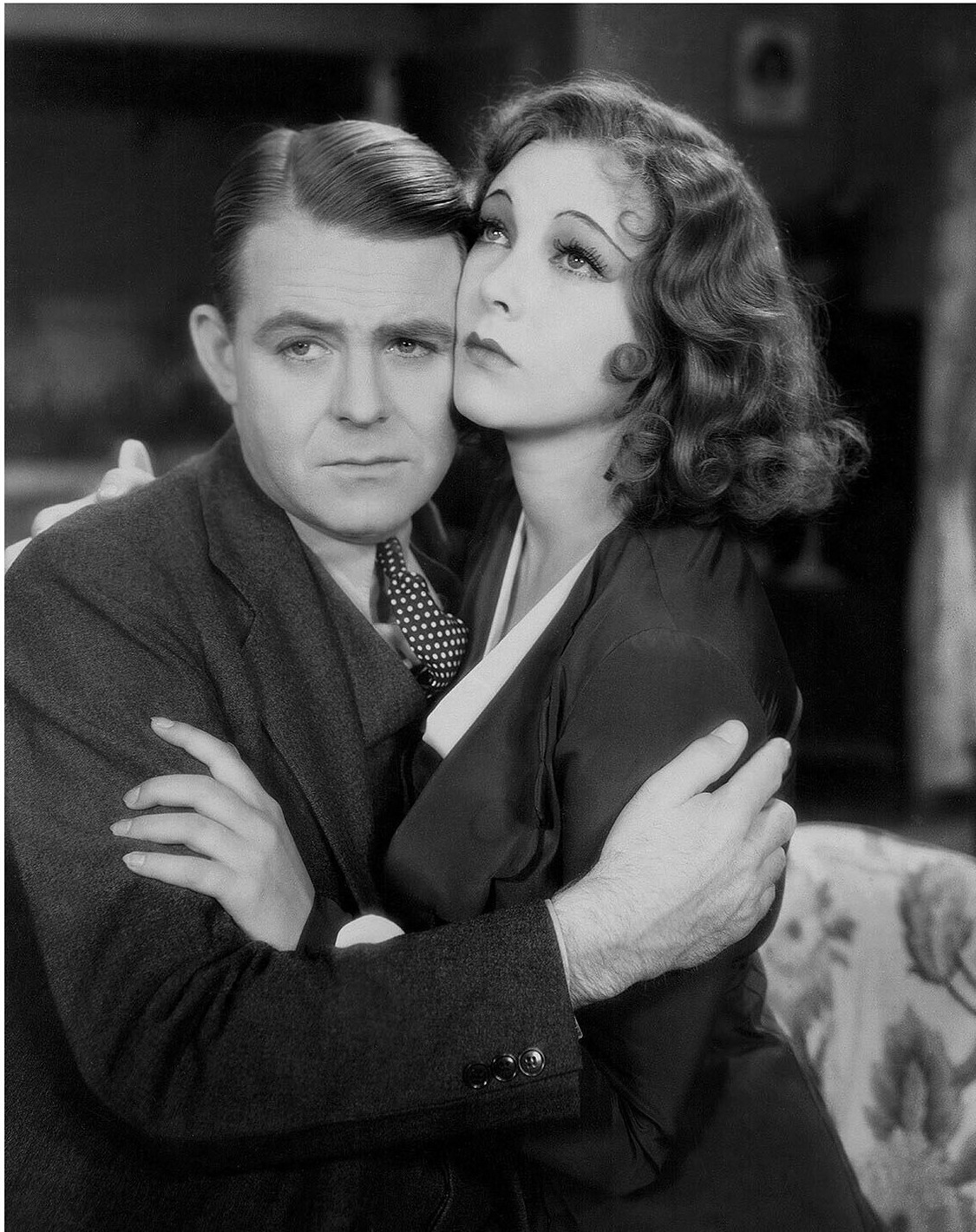
Robert Ames et Helen Twelvetrees dans Millie.

- Helen Twelvetrees : Millie Blake Maitland
- Lilyan Tashman : Helen Riley
- Robert Ames : Tommy Rock
- James Hall : Jack Maitland
- John Halliday : Jimmy Damier
- Joan Blondell : Angie Wickerstaff
- Anita Louise : Connie Maitland
- Edmund Breese : Bob O'Fallon
- Frank McHugh : Johnny Holmes
- Charlotte Walker : Mrs Maitland
- Franklin Parker : Spring
- Charles Delaney : Mike
- Harry Stubbs : Mark Marks